# 汉诺·梅尔策
汉诺·梅尔策（德語：Hanno Melzer，20世纪—），德国男子赛艇运动员。他曾代表东德参加1966年世界赛艇锦标赛，获得男子四人单桨有舵手金牌。